# ZIL-5301
Der ZIL-5301 (russisch ЗИЛ-5301, zumeist mit dem Namenszusatz Бычок – Bulle) ist ein Lastwagen des russischen Herstellers Sawod imeni Lichatschowa, kurz ZIL. Der leichte Lkw wurde von 1996 bis 2014 in Serie produziert und war in diversen unterschiedlichen Ausführungen am Markt. Die Busse ZIL-3250 und KAwZ-3244 basieren auf dem Fahrzeug.

## Beschreibung

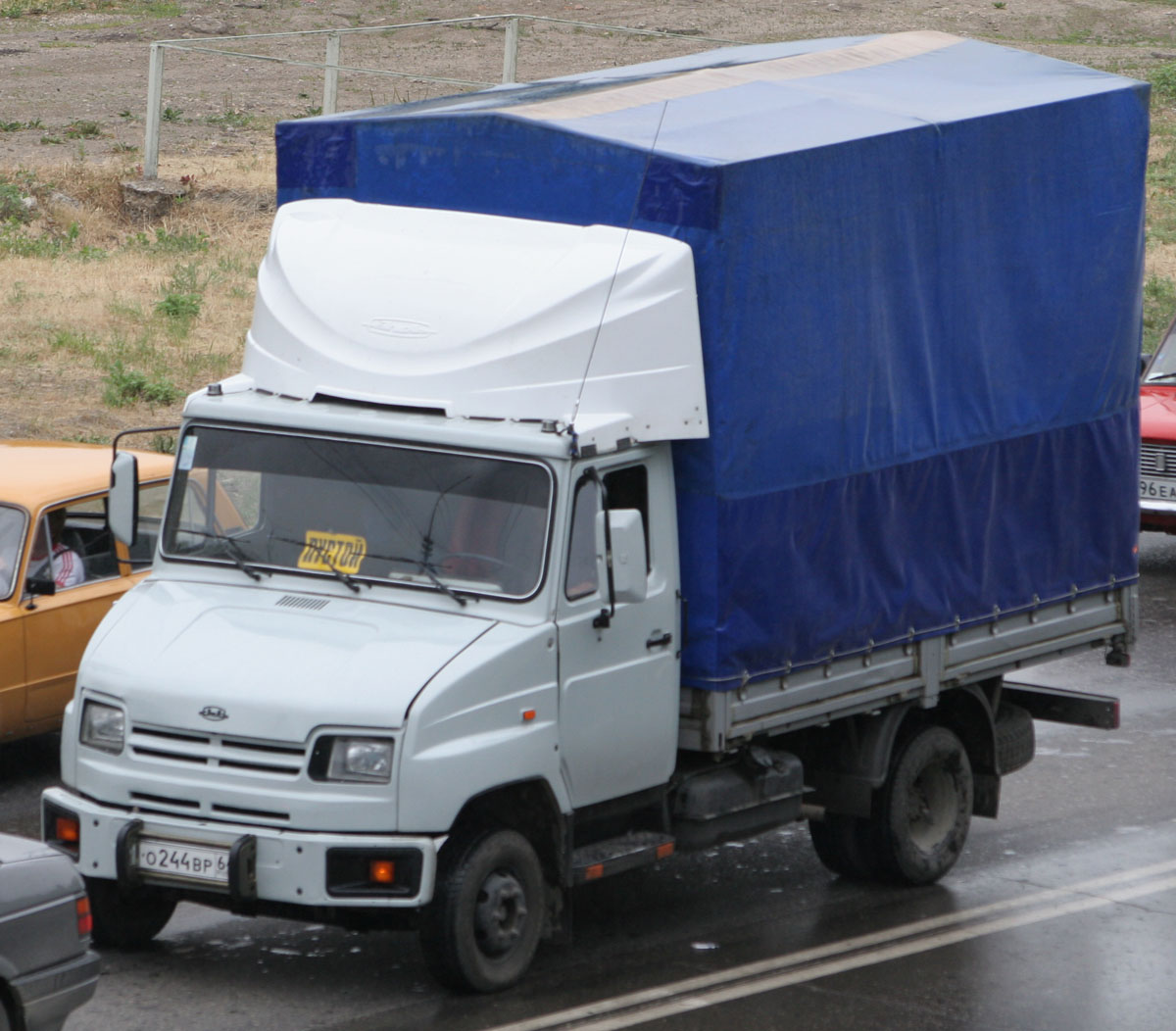
ZIL-5301 mit Pritsche und Plane in Saratow (2007)

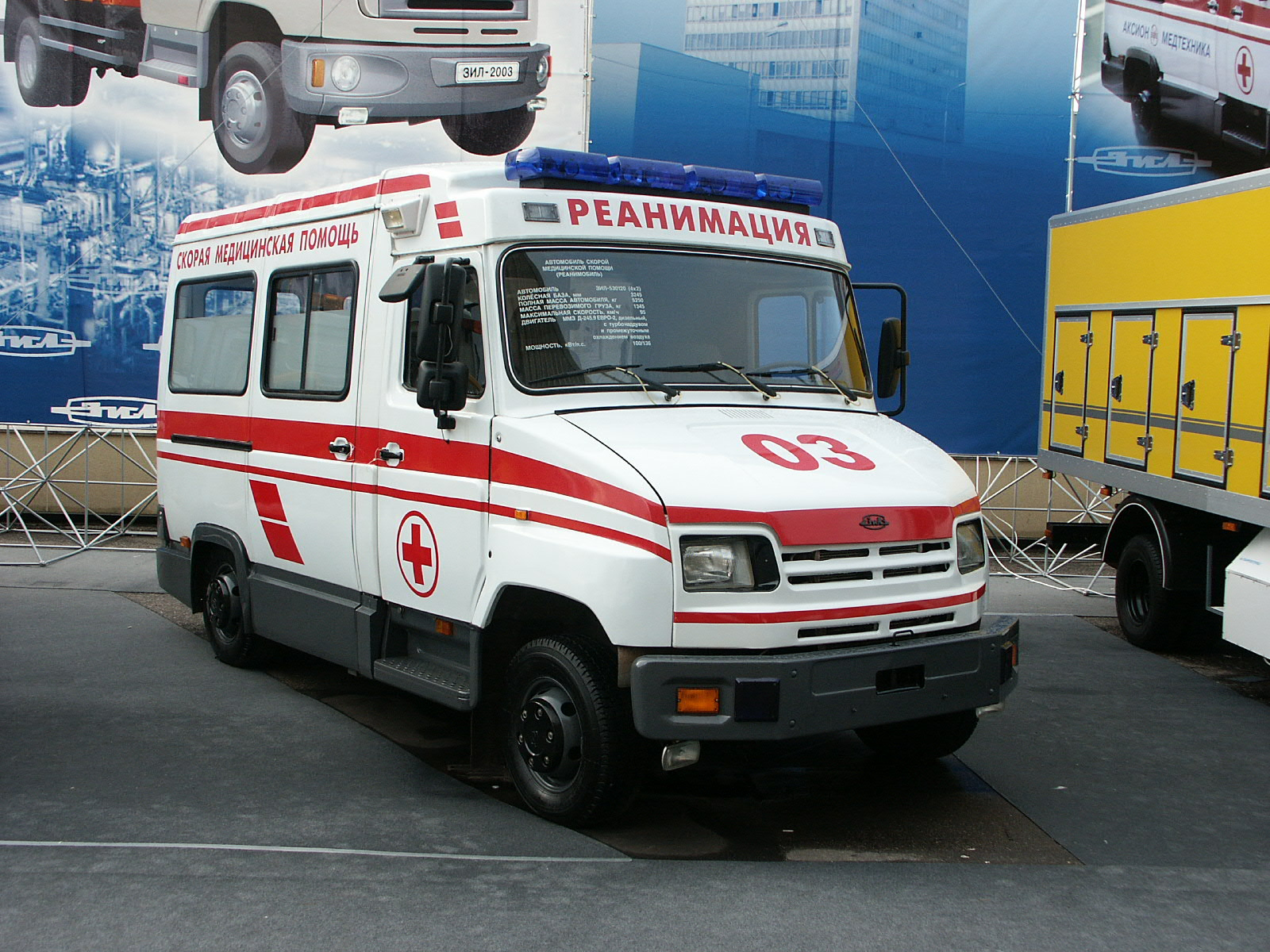
Krankenwagen ZIL-32502M auf Basis des ZIL-5301

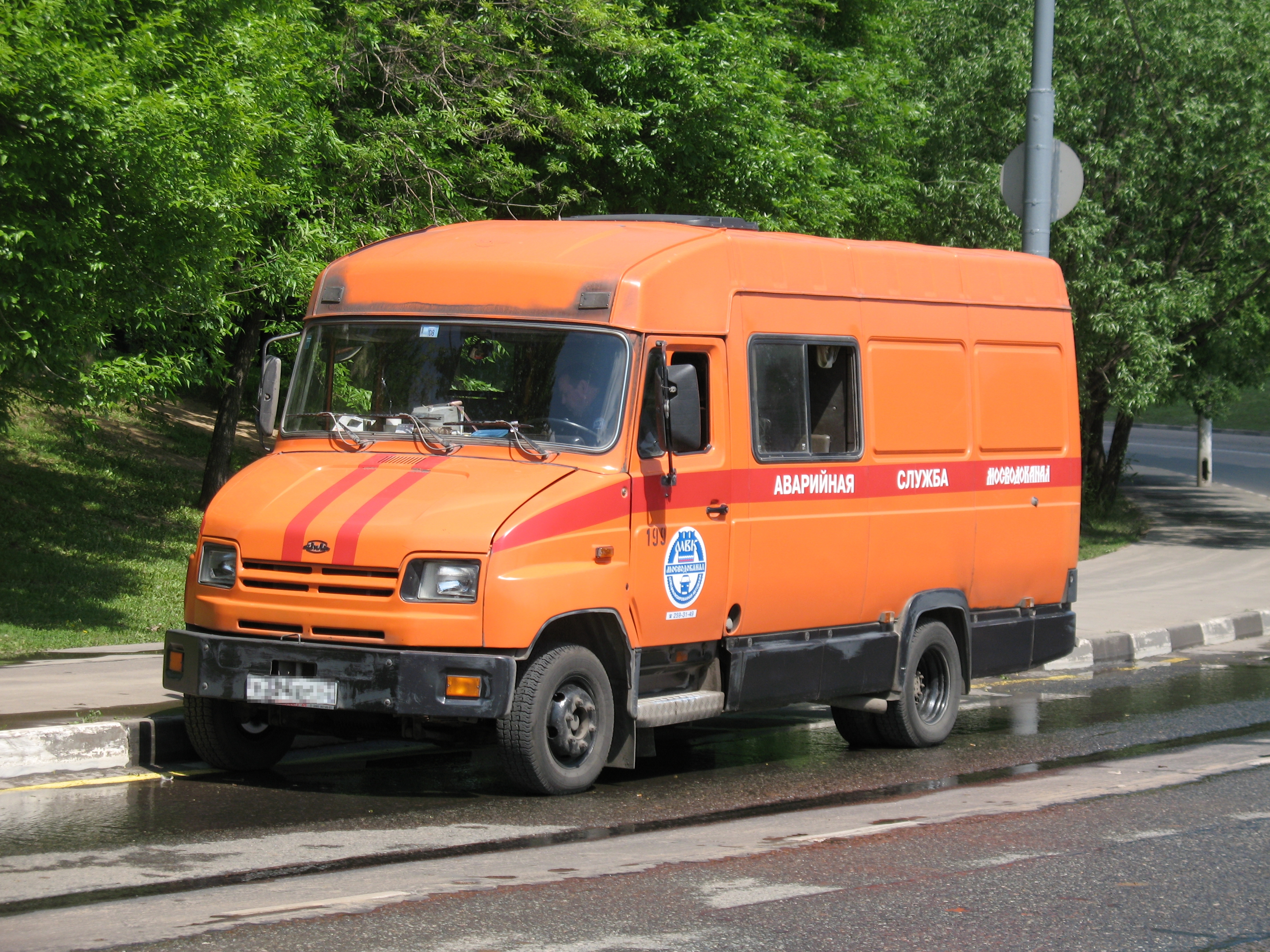
ZIL-5301SS (2008)

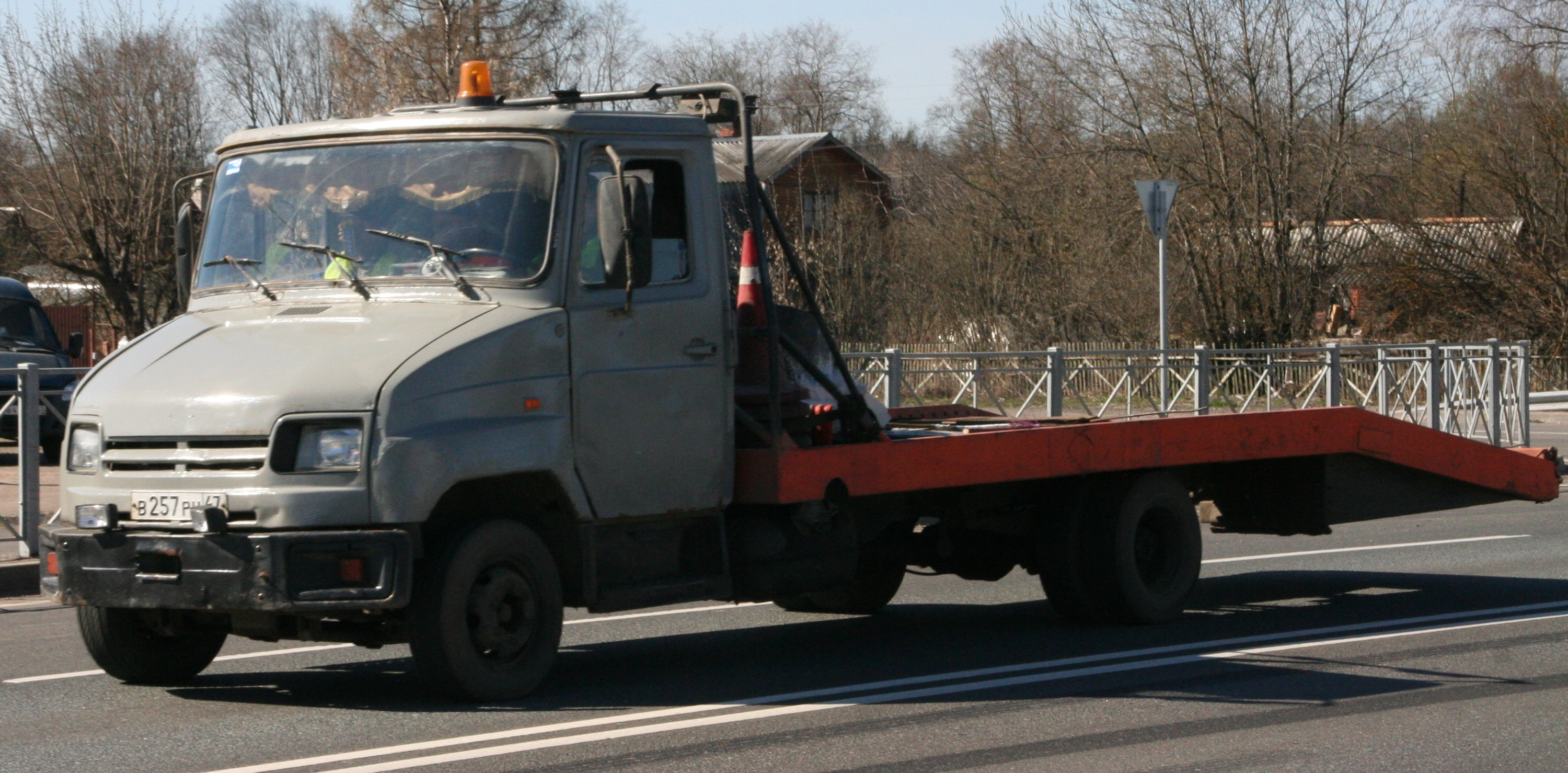
ZIL-5301 als Abschleppfahrzeug (2014)

Bereits 1992 beschäftigte man sich bei ZIL damit, den Prototyp eines neuen leichten Lastwagens zu entwickeln. Das entstandene Fahrzeug setzte sich aus einer Kombination bereits vorhandener und zugekaufter Einzelteile zusammen, so unter anderem einem Fahrgestell eines Mercedes-Benz T 2, einer Kabine eines ZIL-4331 und einem Getriebe vom Lastwagen ZIL-130.
In den beiden Jahren 1994 und 1995 fertigte man eine Vorserie von etwa 200 Fahrzeugen, die nach wie vor auf Fahrgestellen des Mercedestransporters aufgebaut wurden. Erst mit Beginn der Massenproduktion 1996 stellte man dieses Vorgehen ein.
Bereits seit 1996 wurden die meisten Varianten des Fahrzeugs angeboten. Von Bedeutung sind:
- ZIL-5301AO – die Grundausführung mit Pritsche, gebaut bis 2010, auch mit dem Index WE geführt,
- ZIL-5301JaO – aktuelle Pritschenvariante, seit 2005 auch als ZIL-5301KE bezeichnet,
- ZIL-5301AA – mit Kofferaufbau (lang),
- ZIL-5301TO – Modell mit Doppelkabine,
- ZIL-5301BO – reines Fahrgestell ohne Aufbau,
- ZIL-5301SS – geschlossener Kastenwagen (lang).

Auch andere Aufbauten oder spezielle Modellvarianten wurden gebaut, darunter Kipper, ein Feuerwehrfahrzeug mit Doppelkabine und Abschleppfahrzeuge (vereinzelt auch mit drei Achsen). Ebenfalls existiert ein Modell mit Allradantrieb.
Mehrere unterschiedliche Dieselmotoren des Typs MMS-D245.9 waren für den Lastwagen verfügbar. Bei allen handelt es sich um Vierzylindermotoren die nach dem Viertaktverfahren arbeiten. Sie unterscheiden sich zum Beispiel durch die Erfüllung von Abgasnormen. Während ein Teil der Motoren keine EURO-Norm erfüllt ist der Typ MMS-D245.9E3 für EURO-3 zugelassen.
Der Hersteller ging etwa 2013 in die Insolvenz, 2014 wurde somit auch die Fertigung der Fahrzeuge vom Typ ZIL-5301 beendet.

## Technische Daten
Die angegebenen Daten stammen von der Grundausführung als Pritschenfahrzeug mit Plane. Insbesondere in den Abmessungen können sich bedeutende Unterschiede zu anderen Versionen ergeben.
- Motor: Vierzylinder-Dieselmotor
- Motortyp: MMS-D245.9 E3
- Leistung: 130 PS (96 kW)
- Hubraum: 4,75 l
- Höchstgeschwindigkeit: 95 km/h
- Antriebsformel: (4×2)

Massen
- Leergewicht: 3350 kg
- Zuladung: 3450 kg
- Zulässiges Gesamtgewicht: 6950 kg
- Achslast vorne: 2350 kg
- Achslast hinten: 4900 kg

Abmessungen
- Länge: 6195 mm
- Breite: 2265 mm
- Höhe: 2885 mm
- Höhe der Ladekante: 685 mm
- Radstand: 3650 mm
- Abmessungen der Ladefläche ohne Plane (L×B×H): 3750 mm × 2254 mm × 450 mm
- Spurweite vorne: 1820 mm
- Spurweite hinten (Doppelbereifung): 1690 mm
- Bodenfreiheit: 180 mm
- Wendekreis (Durchmesser): 15,6 m

## Trivia
Der ZIL-5301 ist eines der ganz wenigen Serienfahrzeuge russischer Hersteller, dessen Bezeichnung sich nicht an das in Russland etablierte System zur Nummernvergabe nach staatlicher Norm hält. Eigentlich müsste die erste Ziffer eine Drei und keine Fünf sein, da die Fünf fälschlicherweise ein Gesamtgewicht von 14 bis 20 Tonnen indiziert. Dies kommt wahrscheinlich dadurch zustande, dass das ZIL-Werk zu Beginn der 1990er Jahre, wie viele andere russische Betriebe auch, an akuter Geldknappheit litt. Die Registrierung eines neuen Fahrzeugs unter einem neuen Code bei den offiziellen Stellen erforderte viele Dokumente, Geld und Zeit. Man übernahm stattdessen von einem schwereren, bereits registrierten Fahrzeug einfach die Typenbezeichnung. Der „Fehler“ wurde nie rückgängig gemacht.
Obwohl für deutsche Verhältnisse mit fast sieben Tonnen Gesamtgewicht eindeutig als Lastkraftwagen zu bezeichnen, ist im Russischen für das Modell auch das Wort Lieferwagen (russisch фургон) gebräuchlich, insbesondere bei geschlossenen Aufbauten.